# Walid Badir
Walid Badir (ar. وليد بادر, hebr. וואליד באדיר, ur. 12 marca 1974 w Kafr Kasim) – izraelski piłkarz narodowości arabskiej, grający na pozycji bocznego pomocnika.
W czasie kariery zawodniczej mierzył 183 cm wzrostu i ważył 80 kg.

## Kariera klubowa
Karierę piłkarską rozpoczął w klubie Hapoel Kafr Kasim, z rodzinnego miasta Kafr Kasim. W 1990 roku zaczął treningi w juniorach Hapoel Petach Tikwa, a od 1992 roku był członkiem pierwszego zespołu Hapoelu. W sezonie 1992/1993 zadebiutował w pierwszej lidze izraelskiej, a od następnego zaczął grywać w pierwszym składzie Hapoelu. W Hapoelu spędził 7 sezonów i nie odniósł znaczących sukcesów.
Latem 1999 roku Badir przeszedł do angielskiego Wimbledonu. 18 września 1999 zdobył jedynego gola w Premier League, w zremisowanym 1:1 wyjazdowym meczu z Manchesterem United. Na koniec sezonu 1999/2000 spadł z Wimbledonem do Division One.
W 2000 roku Badir wrócił do Izraela i został zawodnikiem Maccabi Hajfa, który prowadził trener Awraham Grant. Już w 2001 roku sięgnął z Maccabi po swój pierwszy tytuł mistrza Izraela. W 2002 roku ponownie został mistrzem kraju, a także zdobył Toto Cup. W 2003 roku Maccabi Hajfa zostało wicemistrzem Izraela, a mistrzowski tytuł wywalczyło Maccabi Tel Awiw. Jednak zarówno w 2004, jak i 2005 roku Badir z klubem z Hajfy ponownie był pierwszy w Ligat ha’Al.
Latem 2005 roku Badir trafił do Hapoelu Tel Awiw. W 2006 roku zdobył Puchar Izraela, a sukces ten osiągnął także rok później, w 2007 roku. W sezonie 2009/2010 wywalczył dublet. Z kolei w sezonach 2010/2011 i 2011/2012 sięgnął po kolejne dwa krajowe puchary. W 2013 roku zakończył karierę.
| Sezon   | Klub                | Kraj   | Rozgrywki      | Mecze | Bramki |
| ------- | ------------------- | ------ | -------------- | ----- | ------ |
| 1992/93 | Hapoel Petach Tikwa | Izrael | Liga Leumit    | 2     | 0      |
| 1993/94 | Hapoel Petach Tikwa | Izrael | Liga Leumit    | 17    | 2      |
| 1994/95 | Hapoel Petach Tikwa | Izrael | Liga Leumit    | 24    | 5      |
| 1995/96 | Hapoel Petach Tikwa | Izrael | Liga Leumit    | 28    | 0      |
| 1996/97 | Hapoel Petach Tikwa | Izrael | Liga Leumit    | 28    | 2      |
| 1997/98 | Hapoel Petach Tikwa | Izrael | Liga Leumit    | 25    | 2      |
| 1998/99 | Hapoel Petach Tikwa | Izrael | Liga Leumit    | 27    | 8      |
| 1999/00 | Wimbledon F.C.      | Anglia | Premier League | 21    | 1      |
| 2000/01 | Maccabi Hajfa       | Izrael | Ligat ha’Al    | 31    | 3      |
| 2001/02 | Maccabi Hajfa       | Izrael | Ligat ha’Al    | 25    | 9      |
| 2002/03 | Maccabi Hajfa       | Izrael | Ligat ha’Al    | 31    | 5      |
| 2003/04 | Maccabi Hajfa       | Izrael | Ligat ha’Al    | 28    | 8      |
| 2004/05 | Maccabi Hajfa       | Izrael | Ligat ha’Al    | 27    | 2      |
| 2005/06 | Hapoel Tel Awiw     | Izrael | Ligat ha’Al    | 32    | 5      |
| 2006/07 | Hapoel Tel Awiw     | Izrael | Ligat ha’Al    | 32    | 5      |
| 2007/08 | Hapoel Tel Awiw     | Izrael | Ligat ha’Al    | 31    | 2      |
| 2008/09 | Hapoel Tel Awiw     | Izrael | Ligat ha’Al    | 31    | 3      |
| 2009/10 | Hapoel Tel Awiw     | Izrael | Ligat ha’Al    | 32    | 3      |
| 2010/11 | Hapoel Tel Awiw     | Izrael | Ligat ha’Al    | 26    | 2      |
| 2011/12 | Hapoel Tel Awiw     | Izrael | Ligat ha’Al    | 26    | 2      |
| 2012/13 | Hapoel Tel Awiw     | Izrael | Ligat ha’Al    | 27    | 2      |

## Kariera reprezentacyjna
W reprezentacji Izraela Badir zadebiutował 5 sierpnia 1997 roku w przegranym 2:3 towarzyskim meczu z Białorusią. Z kadrą Izraela występował w eliminacjach do Euro 2000, MŚ 2002, Euro 2004, MŚ 2006 i Euro 2008. W kadrze narodowej grał do 2007 roku i łącznie rozegrał w niej 74 mecze i zdobył 12 goli.